# Vittoria Crispo
Vittoria Crispo (Napoli, 1º maggio 1900 – Napoli, 24 dicembre 1973) è stata un'attrice italiana.

## Biografia
È stata una caratterista tra le più quotate del secondo dopoguerra, ed ha recitato al fianco dei più grandi attori italiani dell'epoca.
Ha interpretato, fra gli altri ruoli, la madre di Gina Lollobrigida in Pane, amore e gelosia e Pane, amore e fantasia, e la sorella di Totò e Peppino De Filippo in Totò, Peppino e la... malafemmina.
In televisione è stata interprete nel 1958 della trasmissione Il teatro dei ragazzi, uno dei primi programmi di fiction destinati ad un pubblico giovanile.
Morì alla vigilia di Natale del 1973, solo dieci mesi dopo il suicidio della figlia Clara Monetti (Napoli, 16 settembre 1929 - Firenze, 23 marzo 1973), in arte Clara Crispo, anch'essa attrice.

## Filmografia parziale

### Cinema
- Malaspina, regia di Armando Fizzarotti (1947)
- Madunnella, regia di Ernesto Grassi (1947)
- Nennella, regia di Renato May (1948)
- La figlia della Madonna, regia di Roberto Bianchi Montero (1949)
- Vent'anni, regia di Giorgio Bianchi (1949)
- Passione fatale, regia di Ernesto Grassi (1950)
- Cameriera bella presenza offresi..., regia di Giorgio Pàstina (1951)
- Filumena Marturano, regia di Eduardo De Filippo (1951)
- Cento piccole mamme, regia di Giulio Morelli (1952)
- Processo alla città, regia di Luigi Zampa (1952)
- Pane, amore e fantasia, regia di Luigi Comencini (1953)
- Passione, regia di Max Calandri (1953)
- Tarantella napoletana, regia di Camillo Mastrocinque (1953)
- Il medico dei pazzi, regia di Mario Mattoli (1954)
- Pane, amore e gelosia, regia di Luigi Comencini (1954)
- Vacanze d'amore, regia di Jean-Paul Le Chanois (1954)
- Accadde tra le sbarre, regia di Giorgio Cristallini (1955)
- Incatenata dal destino, regia di Enzo Di Gianni (1956)
- Totò, Peppino e la... malafemmina, regia di Camillo Mastrocinque (1956)
- Moglie e buoi..., regia di Leonardo De Mitri  (1956)
- Mogli pericolose, regia di Luigi Comencini (1958)
- Ricordati di Napoli, regia di Pino Mercanti (1958)
- Tuppe tuppe, Marescià!, regia di Carlo Ludovico Bragaglia (1958)
- Perfide ma... belle, regia di Giorgio Simonelli (1958)
- Arriva la banda, regia di Tanio Boccia (1959)
- Operazione San Gennaro, regia di Dino Risi (1966)

### Televisione
- Il teatro dei ragazzi (1958)
- Caviale e lenticchie, regia di Nino Taranto (1960)
- La morte di carnevale, regia di Vittorio Viviani (1960)
- Guappo di cartone, regia di Vittorio Viviani (1960)
- Il vicolo, regia di Vittorio Viviani (1961)
- Il padrino, commedia di Giuseppe Marotta, regia di Giuseppe Di Martino, trasmessa il 4 ottobre 1962.
- I papà nascono negli armadi, regia di Eros Macchi (1965)

## Prosa radiofonica Rai
- Mettiamo le carte in tavola, commedia di Aldo Giuffré e Antonio Ghirelli, regia di Riccardo Mantoni, trasmessa il 2 aprile 1956.
- La ragazza al balcone, radiodramma di Edoardo Anton, regia di Luciano Mondolfo trasmessa il 9 giugno 1962.